# Adoma Akosua
Vous lisez un « bon article » labellisé en 2023.
« Adoma Akosua » redirige ici. Ne pas confondre avec Akosua Adoma Perbi ni Akosua Adoma Owusu.
Adoma Akosua est la cinquième Asantehemaa du royaume d'Ashanti en Afrique de l'Ouest. Née en 1773, dans le clan Oyoko, où sont choisis traditionnellement les dirigeants du royaume, elle est issue d'une branche bannie et écartée de la succession. En 1807, par manque d'héritiers mâles dans les autres lignées, le clan met fin à son exil. Adoma et ses proches sont de nouveau autorisés à séjourner dans la capitale. En 1809, elle accède au trône d'Asantehemaa. Elle conspire à partir de 1817 afin de renverser le roi (l'Asantehene) parti en campagne militaire contre les Gyaman.
Sa conspiration échoue et elle est destituée au profit d'abord de sa belle-sœur Amma Sewaa, puis de sa cousine Yaa Dufi.
Elle est probablement morte en 1838, bien que le discours officiel la dise exécutée par étranglement rituel en 1819.
Sa tentative manquée de coup d'État a pour conséquence d'écarter pendant un siècle tous les héritiers mâles de sa lignée de la succession au trône impérial. Cet événement  marque donc la fin de la rotation dynastique définie par les fondateurs de l'empire Ashanti. Les empereurs du siècle suivant sont déterminés de façon patrilinéaire au sein de la même maison, jusqu'en 1935, date de l'accession au trône de Prempeh II.

## Biographie

### Premier exil durant son enfance

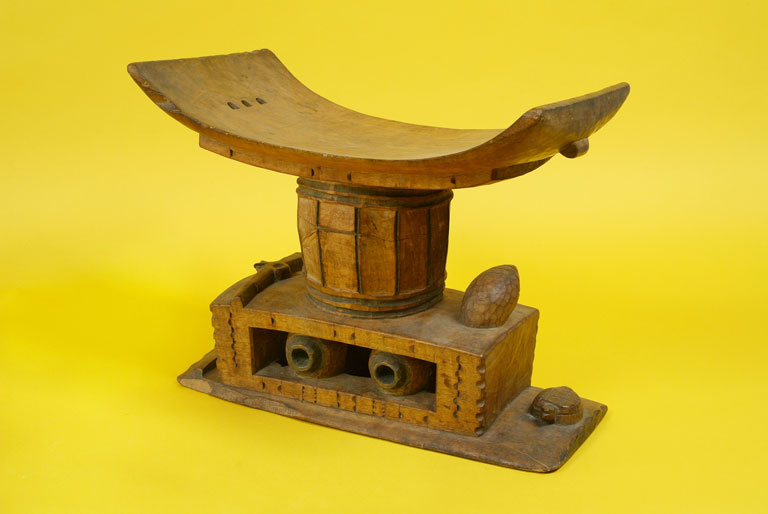
Trône d'Asantehemaa exposé au Children's Museum of Indianapolis. C'est l'un des symboles du pouvoir des reines mères.

Adoma Akosua naît à Kumasi en 1773. Selon la tradition akan, elle porte le prénom Akosua qui se rapporte au jour de sa naissance, un dimanche.

Elle appartient au clan Oyoko, la famille royale dont sont issus tous les dirigeants de l'empire Ashanti, qu'il s'agisse des empereurs (Asantehene) ou des reines-mères (Ashantehemaa). Ces dernières sont très éloignées de la fonction honorifique occupée par leurs homologues européennes, reines douarières, consorts survivantes de rois défunts et mères d'un souverain régnant. Si l'Ashantehemaa n'est pas l'une des co-épouses d'un ancien empereur, elle est choisie par l'Asantehene, parmi les femmes les plus âgées du clan Oyoko, comme gardienne des coutumes, des rituels et de l'identité ashanti. Elle siège également dans le Conseil de l'empereur, chargé entre autres de désigner l'héritier du trône. Elle y assure les fonctions de généalogiste royale. Garante de la légitimité du souverain, elle a une influence certaine sur les choix du conseil.
Apaw Owusu, le père d'Adoma Okusa est un homme influent : à la fois chef traditionnel (Apahene) de Manpong, gendre d'Aberafi Yaa (deuxième ashantehemaa qui règne jusqu'à la fin des années 1760) et époux de Konadu Yaadom (quatrième ashantehemaa de 1778 à 1908, et tante d'Adoma Okusa).
La mère d'Adoma s'appelle Sewaa Awukuwa ; elle est l'une des filles d'Aberafi Yaa et la sœur de Konadu Yadom. Cependant, au décès d'Aberafi Yaa, son grand-père maternel Asumgyima Penemo se remarie avec la troisième et nouvelle Asantehemaa prénommée Akyaama, et Sewaa Awukuwa est alors rattachée à cette branche, dans l'arbre généalogique familial. Lorsqu' Akyaama est destituée et bannie, la disgrâce frappe également Adoma Okusa. Celle-ci est exilée, tandis que sa tante maternelle et belle-mère, Konadu Yaadom, monte sur le trône de la reine-mère.

### Contexte de son retour en grâce
L'empire ashanti pâtit des conflits qui opposent Osei Kwame Panyin, Asantehene depuis 1777, et Konadu Yaadom, Asantehemaa, tous deux au sommet du modèle politique pyramidal asante.
Après la mort suspecte de son fils Opoku Kwame alors héritier désigné, Konadu Yaadom accuse Osei Kwame d'avoir empoisonné son enfant. Elle fédère contre l'empereur les clans afin qu'il soit jugé. En 1803, Osei Kwame Panyin est destitué et se suicide. Opoku Fofie, second fils légitime de Konadu Yaadom, monte sur le trône mais meurt dans l'année, empoisonné.
Osei Bonsu, de la maison Osei Tutu, accède alors au trône en 1804 et doit nommer un héritier de la maison Opoku Ware en vertu du principe de rotation dynastique entre les deux maisons. Cependant, il ne s'y trouve aucun héritier mâle ; l'identification d'un tel héritier se fait dès lors par voie matrilinéaire au sein de la maison Opoku Ware. Le seul héritier mâle potentiel de la maison Opoku Ware appartient à la branche déchue d'Akyaama. Il est donc écarté. Par défaut, l'héritier est désigné au sein de la maison d'Osei Tutu. Il s'agit d'Osei Badu, fils de Konadu Yaadom.
Cependant, l'héritier meurt de la varicelle en 1807, et une nouvelle élection a lieu. Osei Yaw Akoto, dernier fils de Konadu Yaadom, est désigné en l'absence d'autres candidats. C'est pour pallier ce manque d'héritier mâle que l'exclusion de la lignée déchue d'Akyaama est levée et que les descendants de la troisième Ashantehemaa sont autorisés à revenir dans le palais royal à Kumasi et rétablis dans leurs droits successoraux. Cet événement permet à Adoma Akosua, alors doyenne des Oyoko, et à sa belle-sœur Amaa Sewaa de revenir dans la scène politique.

### Accession au pouvoir puis à la régence

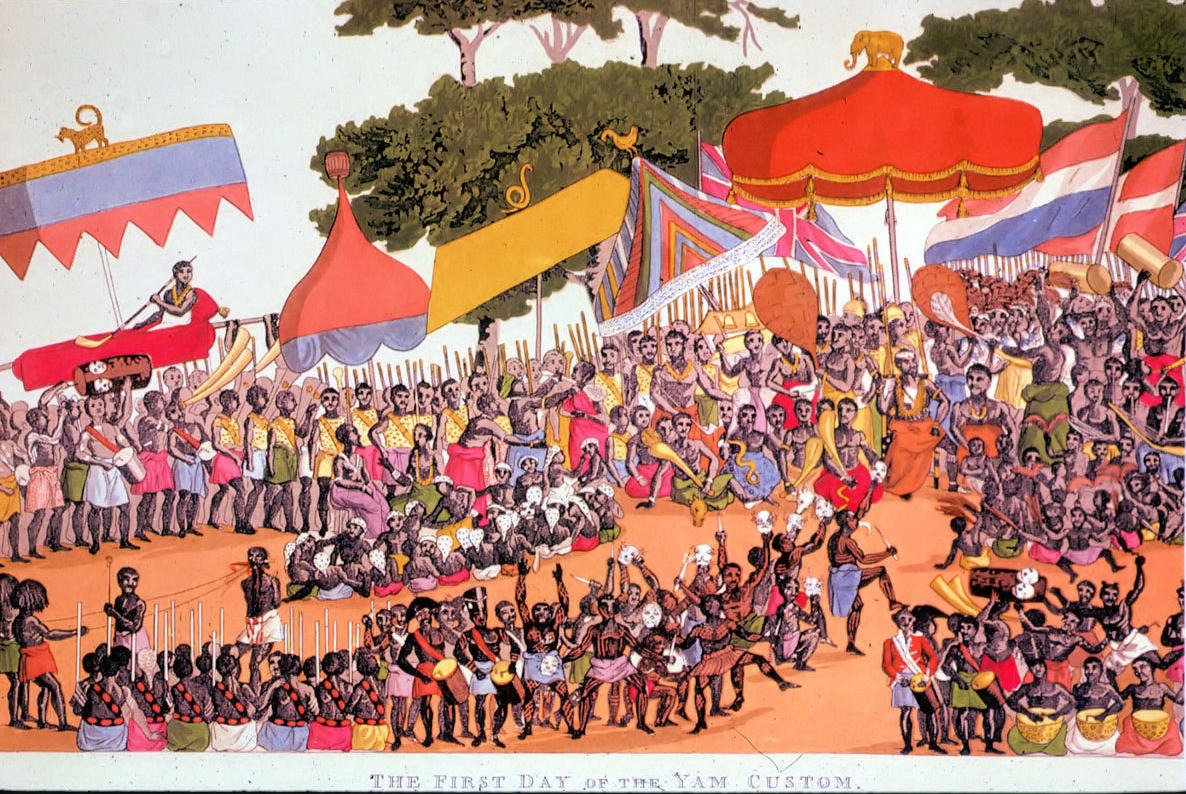
Le festival de l'igname en 1817 tel que représenté par l'explorateur Thomas Edward Bowdich. Les personnalités royales sont assises sous le parasol orange, sur la droite. Adoma Akosua n'est pas identifiable.

En 1809, après plus de quarante ans sur le trône, Konadu Yaadom meurt. Adoma Akosua devient alors la cinquième Asantehamaa du royaume d'Ashanti. Les raisons pour lesquelles Adoma Akosua est choisie comme Asantehemaa au lieu de Yaa Dufi, la fille de Konadu Yaadom, restent incertaines. Bien qu'il y ait plusieurs candidates possibles, dont sa belle-sœur Ama Sewaa, devenue ultérieurement elle-même reine-mère, sa position de doyenne de la maison Oyoko lui donne un avantage pour succéder à Konadu Yaadom. L'africaniste Gérard Pescheux émet l'hypothèse que le choix d'Adoma Akosua s'effectue probablement afin de ménager les intérêts de son père, chef traditionnel de Mampong.
Durant son règne, Adoma Akosua fait preuve de ses qualités de gestionnaire. Elle parvient à emmagasiner assez de revenus pour acheter à sa famille paternelle la ville d'Apa, sa chefferie natale, en périphérie de Kumasi, qui est dès lors rattachée à la capitale.
Adoma Akosua intervient également dans les échanges diplomatiques. En 1816, lors d'une rencontre avec les Wassa, elle annonce qu'aucune armée ashanti n'interviendra contre eux, à condition qu'ils ne collaborent pas avec les troupes qui s'opposent à l'empire Ashanti. En effet, la fragmentation du système politique asante au sein des multiples États akans provoque régulièrement des conflits internes. Courant 1816, certains chefs Wassa ne respectent pas l'accord conclu, ce qui pousse le gouverneur Herman Willem Daendels de la Côte-de-l'Or néerlandaise à engager des négociations avec les Ashantis, et notamment Adoma Akosua qui est la négociatrice de l'accord rompu, afin d'établir le montant d'un tribut annuel en compensation de cette rupture.
En 1817, l'ashantehene Osei Bonsu prépare une offensive contre les Gyaman afin de détrôner leur chef Kwadwo Adinka. À son départ pour la guerre, le 9 février 1818, il nomme l'Asantehemaa, Adoma Akosua, comme régente. Elle est alors chargée des affaires du royaume en son absence .

### Fin de règne

#### Conspiration contre l'Asantehene
L'accession à la régence offre des opportunités à la reine-mère, et elle engage une conspiration contre Osei Bonsu . Les causes exactes de sa conspiration restent imprécises. Certains pensent que c'est avec l'objectif de placer sur le trône l'un de ses fils, Osei Kwai ou Osei Kwadwo, qu'Adoma Akosua conspire afin de tuer l'Asantehene en place. D'autres sources indiquent qu'elle aurait noué une relation avec un chef Bono qui désirait le trône. Cependant, les historiens s'accordent sur le fait que cette conspiration trouve ses racines dans la dimension politique de la fonction occupée par les Asantehemaas, qui doivent assurer la succession dynastique et le respect du lignage héréditaire. Cette conspiration souligne également le rôle traditionnel prépondérant des femmes dans la politique asante.
Adoma Akosua obtient tout d'abord le soutien de plusieurs épouses de l'Asantehene afin de confectionner une effigie en bois en vue de pratiquer un rituel funéraire. Ce cortège funèbre laisse supposer à la population qu'Osei Bonsu serait mort au combat contre l'armée d'Adinkra. Osei Bonsu prend connaissance de la tentative d'usurpation qui a lieu en son absence à Kumasi et envoie une délégation militaire afin de mater les putschistes. Après sa victoire militaire contre les Gayman, en 1819, il revient à la capitale et organise le procès des conjurés.

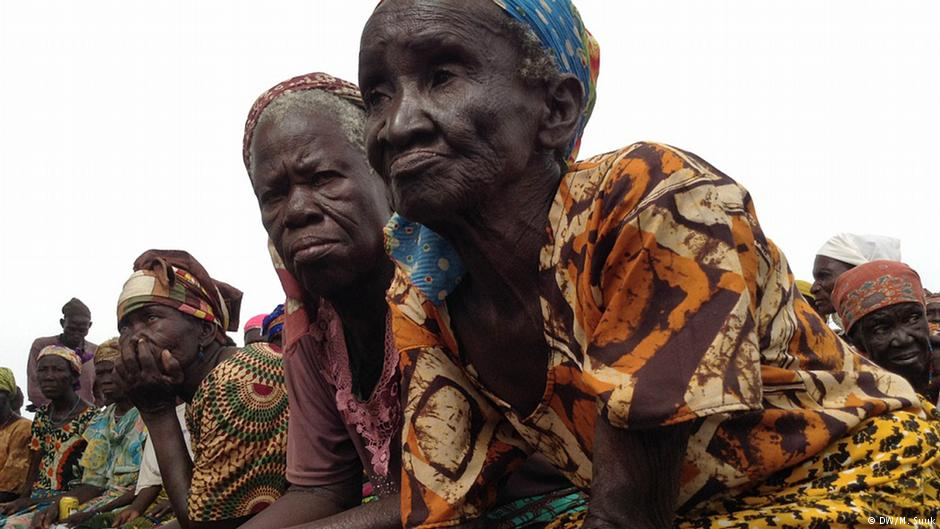
Au Ghana, au XXI, les femmes soupçonnées de sorcellerie sont regroupées dans des villages connus sous le nom de Witches' Camp, à l'écart de la population.

Les conditions dans lesquelles Osei Bonsu prend connaissance de la conspiration sont particulières. Lors d'un rituel visant à garantir le succès de sa campagne militaire, un prêtre du dieu Taakora indique à Osei Bonsu qu'« il gagnera la campagne et vaincra les ennemis, mais 40 jours plus tard, il mourra ». Cette funeste prophétie a un impact sur la sévérité de sa réaction face au coup d'état d'Adoma Akosua.
Les motivations et les espoirs réels derrière cette tentative de destitution soulèvent des questions chez les historiens puisqu'elle avait peu de chance d'aboutir. L'Asantehene est, en 1817, au sommet de sa popularité et a le soutien des plus importants chefs ashantis. L'hypothèse d'un rite religieux mêlant sorcellerie et croyances locales est alors avancée : selon la tradition orale, son rituel relève effectivement du bayi (sorcellerie). Or ce type d'accusation est très grave puisque la sorcellerie est censée se transmettre de mère en fille, ce qui permet d'exclure de facto toutes les descendantes d'Adoma Akosua de la succession au trône de la reine-mère.

#### Le procès des conspirateurs
En 1819, les conjurés sont jugés par l'Asantehene. Ses épouses sont reconnues coupables et sont décapitées.
Le sort d'Adoma Akosua est incertain. La première hypothèse est qu'elle ait été destituée de son titre de reine-mère, bannie des quartiers royaux et assignée à résidence dans un Nkwantanan, dans un faubourg de Kumasi, où elle décède en 1838. D'autres documents fixent son lieu d'exil dans un village nommé Aboaboboso, où elle est rejointe par son fils Osei Kwadwo. La seconde hypothèse est qu'elle ait été exécutée par étranglement. Cette modalité d'exécution aurait été choisie afin que le sang royal ne soit pas répandu.
Les autres conjurés sont quant à eux mis à mort par l'atopere, une exécution rituelle également appelée danse de la mort par les explorateurs européens. Quant aux descendants d'Adoma Akosua, ils sont bannis des quartiers royaux et exclus de la succession royale.

### Conséquences successorales du complot de 1817
Le nom de la successeure d'Adoma Akosua au titre d'Asantehemaa reste incertain. Cela pourrait être Amma Sewaa, belle-sœur d'Adoma Akosua, ou Yaa Dufi, fille de Konadu Yaadom. Toutes deux sont devenues Asantehemaa, et il est probable qu'Amma Sewaa succède en 1819 et qu'après un court règne, Yaa Dufi accède au titre.
L'une des conséquences de la conspiration reste la domination sans partage de la maison patrilinéaire Osei Tutu et la fin de la rotation dynastique pendant plus d'un siècle. Dans les années 1880, un arrière-petit-fils d'Adoma Akosua Osei Kwaku Goroso tente de renverser l'Asantehene et réclame le trône, mais il échoue et est exilé en Côte de l'Or. Il faut attendre 1935 pour qu'un autre de ses descendants, Prempeh II, soit nommé Asantehene, avec l'accord des autorités coloniales.

## Contexte dynastique
Le clan royal Oyoko est la dynastie fondatrice de l'ensemble des maisons dynastiques du royaume Ashanti. L'interprétation des généalogies, prérogative des Asantehemaas, devient le principal outil pour la nomination des Asantehene. En 1807, le lignage royal Oyoko est très affaibli car il ne subsiste que deux héritiers mâles potentiels, ce qui pousse le palais royal à lever le bannissement des yafunu (branche issue d'une même matrice) d'Akyaama.

### Complexité généalogique
Établir la généalogie du clan Oyoko sur la période qui s'étend du milieu du XVIIIe siècle au milieu du XIXe siècle s’avère particulièrement complexe.
Cette situation a ses racines dans les conflits qui mènent à la destitution d'Akyaama, Asantehemaa jusqu'à la fin des années 1760, l'abdication d'Osei Kwame Panyin en 1803, la multiplicité des mariages de Konadu Yaadom et Aberefi Yaa, ainsi que les manipulations généalogiques effectuées durant leurs règnes.

Les historiens Thomas C. McCaskie et Ivor Wilks ont réalisé plusieurs arbres généalogiques afin d'éclaircir cette complexité . Les clés de lecture sont les suivantes : O (membre du clan Oyoko), A (Asantehene), AA (Asantehemaa).

#### Lignage simplifié des mariages d'Aberefi Yaa
- Aberefi Yaa ♀ - O
  - Atakora Panin ♂ (premier mariage)
  - Asumgyima Penemo ♂ (second mariage)
    - Konadu Yaadom ♀ AA - O

  - Safo Katanka ♂ (troisième mariage)
    - Sewaa Okuwa ♀ - O
      - Adoma Akosua ♀ AA - O

#### Lignage issu des mariages de Konadu Yaadom
- Konadu Yaadom ♀ AA (morte en 1809) - O
  - Apaw Owusu ♂ (premier mariage)
  - Safo Katanka ♂ (second mariage)
  - Adu Tuwum Kaakyire ♂ (troisième mariage)
    - Opoku Kwame ♀ - O
    - Yaa Dufi ♀ AA - O
    - Akua Akrukruwaa ♀ - O
    - Opoku Fofie ♂ A (1803-1804) - O

  - Owusu Ansa ♂ (quatrième mariage)
    - Osei Kofi ♂ - O
    - Osei Bonsu ♂ A (1804-1824) - O
    - Osei Badu ♂ O

  - Owusu Yaw (cinquième mariage)
    - Osei Yaw Akoto ♂ A (1824-1834) - O

#### Lignage simplifié de la branche déchue Akyaama (et branche rattachée par mariage)
- Akyaama ♀ AA (déchue fin 1760) - O
  - Safo Katanka ♂ (à la suite du décès d'Aberefi Yaa)
    - (Sewaa Okuwa) ♀ - O
      - (Apaw Owusu) ♂
        - (Adoma Akosua) ♀ AA - O

    - Akyaa Kese ♀ - O
    - Amma Sewaa ♀ AA - O
      - Apaw Panin ♂ (premier mariage)
        - Kyenkyenhene ♂ - O
        - Kwame Busi ♂ - O
        - Afua Sapon ♂ - O (mère d'Afua Kobi)

      - Boakye Yam Kuma ♂ (second mariage)
        - Oti Akenten ♀ - O
        - Akyampon Kwasi ♂ - O
        - Kwaku Dua I ♂ A (1834-1867) - O

## Divergences dans les sources

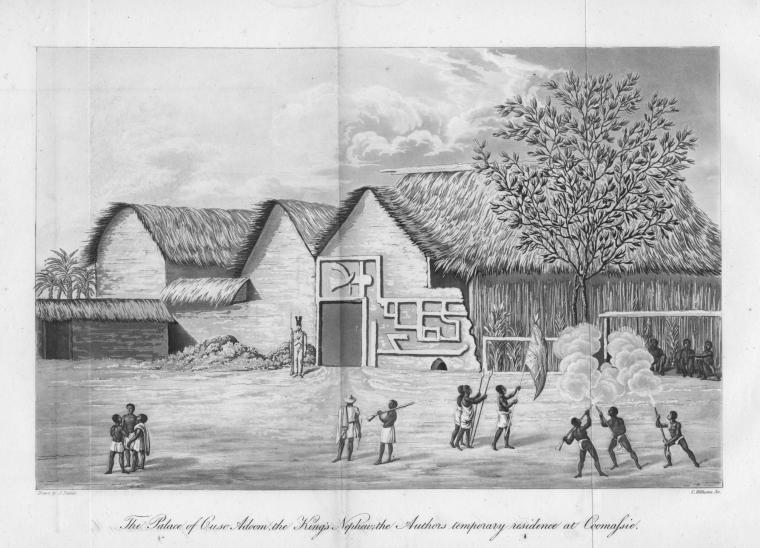
Résidence temporaire de Joseph Dupuis, en 1820, à Kumasi.

En 1820, Joseph Dupuis visite Kumasi, qui sort à peine de la conspiration ourdie par Adoma Okusa. Son témoignage offre un éclairage contemporain sur l'événement où se mêlent les enjeux politiques et religieux. Ce récit diverge de ce qui est mentionné dans les sources ultérieures, puisqu'il fait écho au discours officiel qui lui est tenu à l'époque . Joseph Dupuis relate en effet, dans son journal de voyage que :
Dans cette conspiration, 17 femmes du roi ainsi que leurs familles s'associent. […] Il [i.e. l'Ashantehene] décrète que ses femmes doivent être exécutées par décapitation. Quant à sa sœur, afin d'éviter de répandre du sang royal, elle est étranglée.
Contrairement au discours officiel tenu au début du XIXe siècle, les historiens du XXe siècle ont finalement admis qu'Adoma Akosua n'a probablement pas été exécutée par étranglement. Elle aurait été assignée à résidence hors de la capitale et serait morte en 1838.
L'exercice de la sorcellerie lors du coup d'état est également remis en question, à la fin du XXe siècle puisque Kumasi ne se trouve pas dans une région où ces pratiques sont courantes.